# Günther Leopold von Schwarzburg-Sondershausen
Günther Leopold Prinz von Schwarzburg-Sondershausen (* 2. Juli 1832 in Arnstadt; † 20. April 1906 in Berlin) war ein preußischer Offizier, zuletzt General der Kavallerie.

## Leben

### Lebenslauf
Leopold war ein Sohn des Erbprinzen, späteren Fürsten Günther Friedrich Carl II. von Schwarzburg-Sondershausen (1801–1889) und seiner ersten Ehefrau Caroline Irene Marie (1809–1833, Tochter des Prinzen Carl Günther von Schwarzburg-Rudolstadt), und jüngerer Bruder des später regierenden  Karl Günther.
Nach seiner Erziehung am Blochmannschen Institut in Dresden sowie in Genf und Berlin trat Leopold am 24. April 1851 als Sekondeleutnant à la suite in das Garde-Kürassier-Regiment ein. Im weiteren Verlauf seiner Militärkarriere nahm er während des Deutschen Krieges 1866 an den Gefechten bei Skalitz und Schweinschädel sowie der Schlacht bei Königgrätz teil.
Leopold erhielt am 24. Dezember 1889 den Rang als General der Kavallerie; am 18. Juni 1896 wurde er mit dem Roten Adlerorden I. Klasse mit Schwertern am Ringe geehrt.
Leopold starb unverheiratet in Berlin. Er wurde in der fürstlichen Grabkapelle der Trinitatiskirche in der schwarzburgischen Residenzstadt Sondershausen beigesetzt.

### Vermächtnis

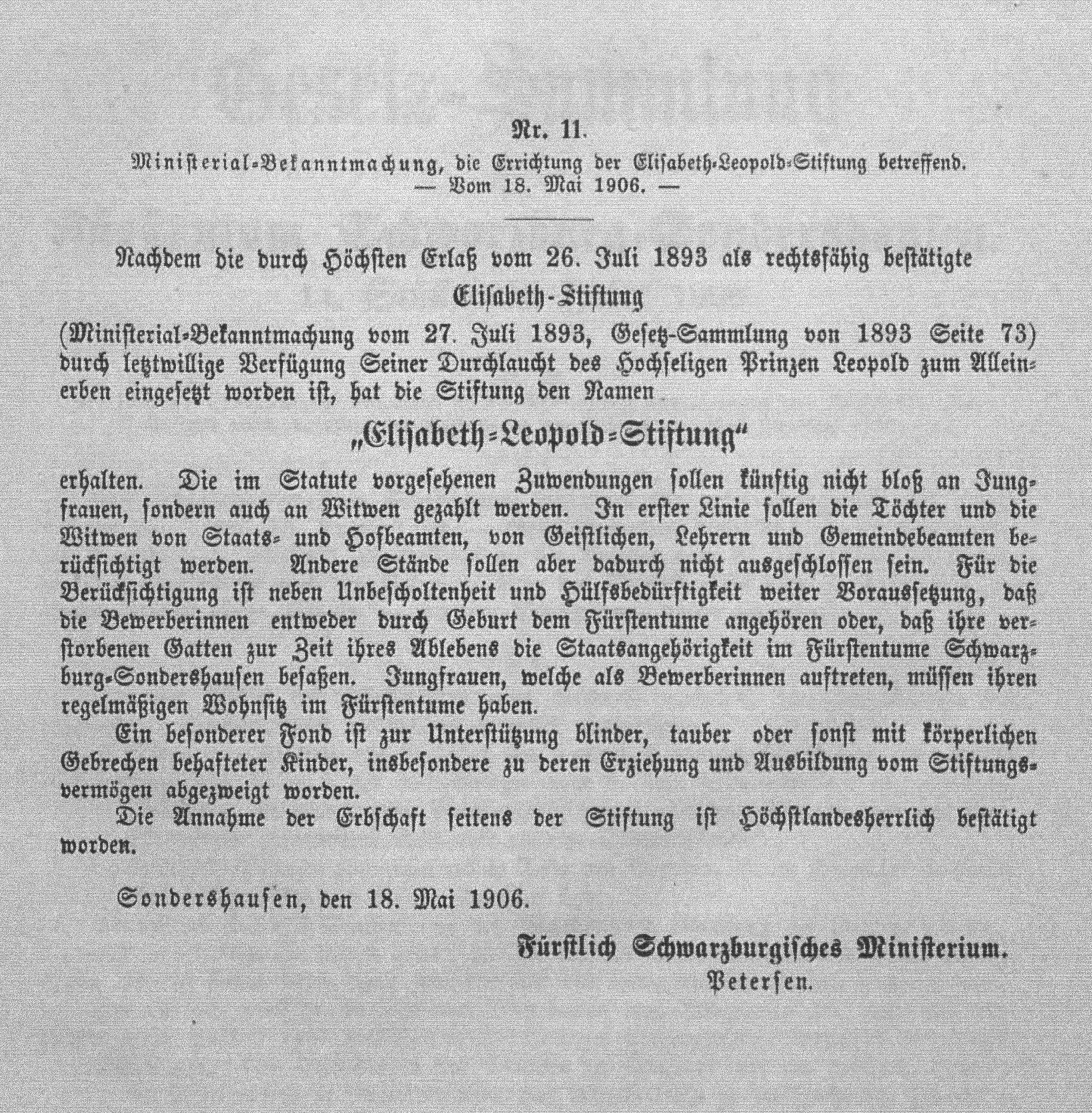
Errichtung der
Elisabeth-Leopold-Stiftung 1906

Nach dem Tod seiner Schwester Elisabeth im Mai 1893 richtete Leopold die Elisabeth-Stiftung zur Unterstützung unverheirateter älterer Frauen im Fürstentum ein. Die Verwaltung lag bei einem Kuratorium, dessen Vorsitz der jeweilige Oberbürgermeister von Sondershausen führte. Bei Leopolds Tod erbte die Stiftung sein gesamtes Vermögen und wurde unter dem Namen Elisabeth-Leopold-Stiftung mit erweitertem Statut neu gegründet. Die Stiftung bestand bis ins Jahr 1949.

## Nachweise
1. ↑  Geburts- und Taufmitteilung in Arnstädtisches Regierungs- und Intelligenz-Blatt vom 7. und 21. Juli 1832, S. 121 und 133.
2. ↑  von 1840 bis 1847 betreut von Konsistorialrat Carl Ludloff.
3. ↑  Regierungs- und Nachrichtsblatt für das Fürstenthum Schwarzburg-Sondershausen vom 28. Dezember 1889, S. 621.
4. ↑  Der Deutsche. Zeitung für Thüringen und den Harz 1896 Nr. 146.
5. ↑  Todesmitteilung und Nachruf in Der Deutsche. Sondershäuser Tageblatt 1906 Nr. 93; Beisetzungsbericht in Nr. 94.
6. ↑  Vermutlich angeregt durch die Stiftung der Gräfin Johanne Elisabeth von Schwarzburg vom Gleichen’schen Hause in Arnstadt (Gesetz-Sammlung 1862 Nr. 35).
7. ↑  Der Deutsche. Landeszeitung für das Fürstenthum Schwarzburg-Sondershausen 1893 Nr. 110 und 181; Gesetz-Sammlung 1893 Nr. 17.
8. ↑  später gelegentlich auch „Leopold-Elisabeth-Stiftung“ genannt.
9. ↑  Der Deutsche. Sondershäuser Tageblatt 1906 Nr. 121 und 122; Gesetz-Sammlung 1906 Nr. 11.
10. ↑  May S. 15.

| Personendaten    | Personendaten                                                                             |
| ---------------- | ----------------------------------------------------------------------------------------- |
| NAME             | Günther Leopold von Schwarzburg-Sondershausen                                             |
| ALTERNATIVNAMEN  | Leopold; Günther Leopold Prinz von Schwarzburg-Sondershausen (vollständiger Name)         |
| KURZBESCHREIBUNG | Prinz von Schwarzburg-Sondershausen, preußischer Offizier, zuletzt General der Kavallerie |
| GEBURTSDATUM     | 2. Juli 1832                                                                              |
| GEBURTSORT       | Arnstadt                                                                                  |
| STERBEDATUM      | 20. April 1906                                                                            |
| STERBEORT        | Berlin                                                                                    |